# طريق شنت ياقب
طريق شنت ياقب أو طريق القديس يعقوب أو كامينيو دي سانتياغو (بالإسبانية: Camino de Santiago)‏ أو حج كومبوستيلا (باللاتينية: Peregrinatio Compostellana)، ويعرف رسميا في اليونسكو باسم طرق سانتياغو دي كومبوستيلا، هو شبكة من طرق الحجاج إلى مقام الرسول القديس يعقوب بن زبدي في كاتدرائية سانتياغو دي كومبوستيلا في جليقية في شمال غرب إسبانيا، حيث تروي الحكايات أن رُفَات القديس دُفِنَ هناك. كما أن الطريق شهير لدى عشاق رحلات الهواء الطلق وركوب الدراجات في الجبال.
الطريق الفرنسي (Camino Francés) وطرق شمال إسبانيا مدرجة في قائمة التراث العالمي من قبل اليونسكو.

## طريق الحج المسيحي الرئيسي

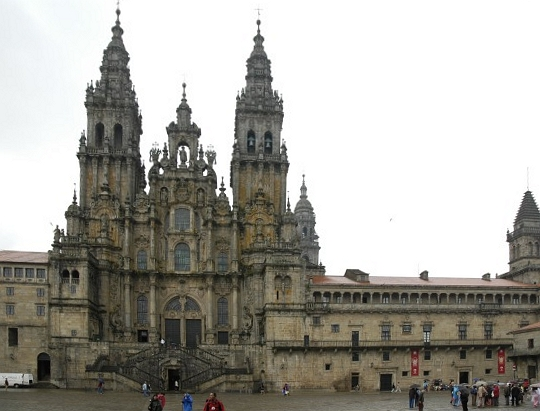
كاتدرائية سانتياغو دي كومبوستيلا

كان طريق القديس يعقوب أحد أهم الحج المسيحي لنيل الغفران خلال العصور الوسطى إلى جانب روما والقدس، وتشمل طرق الحج الرئيسية الأخرى طريق فيا فرانتشيجينا إلى روما والحج إلى القدس.
تقول الأسطورة أن رفات يعقوب بن زبدي نقلت بواسطة قارب من القدس إلى شمال إسبانيا حيث دفن في مدينة شنت ياقب. (اسم سانتياغو هو تحريف غاليسي محلي لللاتينية Sancti Iacobi أو "القديس يعقوب").
يمكن أن يأخذ الطريق أحد عشرات طرق الحج إلى طريق شنت ياقب. وكما هو الحال مع معظم طقوس الحج، فإن طريق القديس يعقوب يبدأ تقليديا من منزل الحاج وينتهي في موقع الحج. ومع ذلك، فإن طرقا قليلة هي التي تعتبر الرئيسية. كان الطريق مقصد الزوار خلال العصور الوسطى. ومع ذلك، أدت عوامل تاريخية، مثل الموت الأسود والإصلاح البروتستانتي والاضطرابات السياسية في أوروبا القرن السادس عشر، إلى تراجع أهميته. وبحلول الثمانينيات، لم يكن هناك سوى بضع مئات من الحجاج المسجلين في مكتب الحج في سانتياغو. أعلن عن الطريق في أكتوبر 1987 بأنه طريق ثقافي أوروبي من قبل مجلس أوروبا. كما سُجِّلَ ضمن مواقع التراث العالمي لليونسكو. اجتذب الطريق عددا متزايدا من الحجاج المعاصرين من أنحاء العالم منذ الثمانينات.
عندما يقع يوم عيد القديس يعقوب (25 يوليو) يوم الأحد، تعلن الكاتدرائية تلك السنة مقدسة أو يوبيلية. واعتمادا على تداول السنوات الكبيسة، تحدث السنوات المقدسة في فترات من خمس وست إلى أحد عشرة سنة. كان آخرها أعوام 1982 و1993 و1999 و2004 و2010. ستكون القادمة في أعوام 2021 و2027 و2032.